# Винницкая улица (Москва)
Ви́нницкая у́лица (название с 16 марта 1971 года) — улица в Западном административном округе города Москвы на территории района Раменки.

## История
Получила название 16 марта 1971 года по украинскому городу Виннице в связи с расположением улицы на юго-западе Москвы.

## Расположение
Проходит от Мичуринского проспекта на северо-запад, поворачивает на северо-восток и проходит до Раменского бульвара, за которым продолжается как Мосфильмовская улица. Нумерация домов начинается от Мичуринского проспекта.

## Примечательные здания и сооружения
По нечётной стороне:
- д. 5а — детский сад № 818;
- д. 11, к. 1 — детский сад № 1820;
- д. 17, к. 1 — детский сад № 1366.

По чётной стороне:
- д. 6 — Специальное управление № 3 Федеральной противопожарной службы Министерства Российской Федерации по делам гражданской обороны, чрезвычайным ситуациям и ликвидации последствий стихийных бедствий.

## Транспорт

### Автобус
- По улице от Мичуринского проспекта до Мосфильмовской улицы (только в указанном направлении) проходят автобусы с263, 394.
- У юго-восточного конца улицы, на Мичуринском проспекте, находится остановка «метро „Раменки“» автобусов м17, с263, 325, 394, 661, 715, 845.

### Метро
- Станция метро «Раменки» Солнцевской линии — расположена у юго-восточного конца улицы, на Мичуринском проспекте.